# Verso eolico
Per metrica eolica, o versi eolici si intendono un insieme di versi in uso nella versificazione antica, i quali, per alcune loro caratteristiche, si differenziano dalla prassi metrica usuale, così come veniva intesa e praticata nella letteratura greca e latina.
Tale gruppo di versi ha ricevuto la denominazione di metri eolici perché sono stati introdotti nell'uso letterario, da poeti lirici che si servirono del dialetto eolico, come Terpandro, Alceo e Saffo. Gli antichi attribuivano loro anche l'invenzione di questo tipo di metri, mentre i moderni per lo più ritengono che essi si limitarono a conferire dignità letteraria panellenica a metri e ritmi in uso tra le popolazioni eoliche; dopo i grandi esempi dei poeti di Lesbo, tali metri rimasero ampiamente in uso e godettero di grande fortuna, tanto nella Grecia dell'età ellenistica che nella poesia latina.
Le caratteristiche peculiari di questo tipo di versificazione sono:
- l'isosillabismo: la metrica eolica non ammette la soluzione di una lunga – con due brevi ∪ ∪, anche se può ammettere (talvolta), la lunga irrazionale cioè che sostituisce una breve.
- la presenza, all'inizio di questi versi, di un piede bisillabico, normalmente definito base eolica, la cui quantità è completamente indifferente: tale base può essere realizzata con un trocheo, un giambo, uno spondeo o un pirrichio, anche se alcune forme sono preferite ad altre.
- la parte ritmicamente marcata dei versi è di solito dattilica o coriambica, ma sono possibili combinazioni miste.

## Gli esponenti

### Saffo e Alceo
L'isola di Lesbo era abitata dal gruppo greco degli Eoli, che parlavano dialetto eolico. I rapporti commerciali con il vicino Oriente (Persia, Mesopotamia) avevano favorito la ricchezza, il lusso, le arti, anche se la mentalità estetizzante dei Lesbii è piuttosto il retaggio di una civiltà preindoeuropea comune ai popoli mediterranei, dato che beneficiarono del passaggio dei Cretesi e dei Fenici Al fondo culturale anellenico si riallacciano i tiasi, come quello femminile di Saffo, comunità di ragazze consacrate al culto di Afrodite che ha i tratti di una "grande madre mediterranea", cui le fanciulle dovevano essere devote, e praticare l'arte del canto, della musica, della danza, per raggiungere il livello di perfezione per essere un giorno promesse sposa ai nobili o ai facoltosi uomini della città.
Differente è il tiaso di Alceo, composto da nobili, spesso come si legge dalle sue poesia in lotta sanguinosa per il potere, schierati in fazioni, o interessati alla conservazione dei loro privilegi.

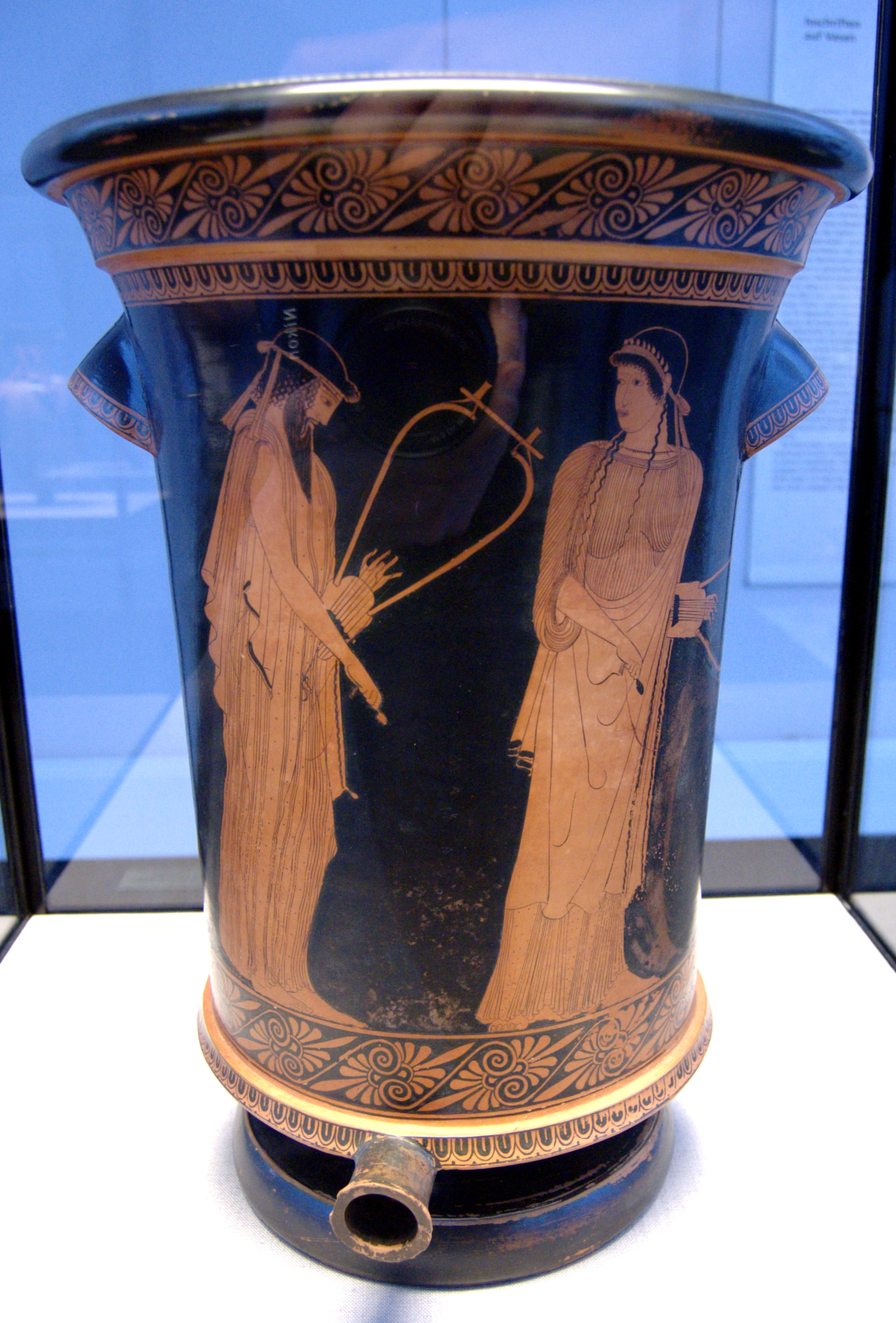
Vaso greco ritraente Alceo e Saffo, da Akragas, Sicilia

Nel clima di faziosità politica a Lesbo nacquero queste eterie, di cui si ricorda appunto quella di Alceo; i governi dell'isola erano instabili, affidati a tiranni, che appoggiandosi al popolo inquieto, contrastavano le eterie nobiliari avverse, esiliandone i capi sovversivi, come accadde ad Alceo che si inimicò prima Mirsilo, e alla sua morte dovette subire il tradimento di Pittaco asceso al potere, che lo fece nuovamente esiliare. Prima di Mirsilo vi era un tal Melacro, il tradimento cocente per Alceo è dato da Pittaco, suo compagno, che fu scelto dopo Mirsilo per portare la pace a Mitilene (il "mitilenese" è apostrofato con disprezzo da Saffo nella poesia Il nastro rosso); tuttavia Pittaco è annoverato dalla tradizione nella cerchia dei Sette Sapienti, e mantenne un buon governo, nonostante gli insulti di Alceo.
Già in antichità i Greci ritenevano che Lesbo fosse la culla della lirica monodica; una leggenda narrava come la testa tagliata del cantore Orfeo approdasse sulle spiagge dell'isola, e che ivi fosse sepolta. Anche il mitico aedo Arione, salvato in mare dai delfini ammaliati dal canto, era di Lesbo, di Metimna. Dall'isola proviene anche il citaredo Terpandro, che introdusse la musica presso i Dori; secondo Orazio l'isola di Lesbo "princeps Aeolium carmen ad Italos / deduxisse modos La fama letteraria lesbica era nota già prima della nascita di Saffo e Alceo, poiché si ritiene che i poeti locali creassero già poesie con peculiarità diverse ai versi giambici ed elegiaci (Ionia) e corali (Doride).
Caratterizzavano la lirica eolica l'isosillabismo, dovuto al fatto che nella metrica una sillaba lunga — non valga due brevi ∪ ∪, l'uso del dialetto dell'isola come lingua poetica, dialetto molto diverso dagli altri due gruppi del dorico e dello ionico-attico, la relativa scarsezza di omerismi, soprattutto in Saffo, a differenza degli altri dialetti, segno di una tradizione autoctona in parte estranea ai poemi omerici, legata invece al sostrato mediterraneo.
Alceo
Visse tra il 630 e il 550 a.C., nobile della sua stirpe degli Alceidi, lottò per il predominio di Mitilene, si oppose ai tiranni che si avvicendarono nel governo dell'isola. Esiliato due volte prima da Meleacro, poi da Pittaco, andò ramingo per l'Oriente, l'Egitto e infine in Sicilia; perdonato poi da Pittaco, combatté al suo fianco contro gli Ateniesi per la conquista di un porto nella Troade, in questa occasione dovette gettare lo scudo e salvarsi, proprio come nel frammento di Archiloco. Morì a Mitilene nel 550 a.C. circa; gli editori alessandrini divisero l'opera di Alceo in 10 libri; si distinguono poesie politico-guerresche (canti di sommossa), inno in onore di dei, poesia erotiche e conviviali. Rimangono poche centinaia di frammenti provenienti da papiri o da citazioni di altri autori.

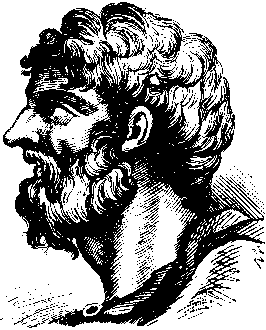
Alceo in un disegno di fantasia

Per Strabone le composizioni di Alceo sono un esempio di propaganda poetica. Per Dionigi di Alicarnasso bastava togliere alle poesie la veste metrica per avere un discorso politico, per Orazio è da ricordare l'unione tematica della politica, dell'esilio, della guerra, ne loda la truce forza nei ritmi; per la bellicosità, Quintiliano lo considera "plurimum Homero similis", ne loda l'ispirazione alta e potente dei carmi civili.
La passione politica di Alceo, che rientrando nel discorso dell'individualità e della descrizione di fatti concreti e contemporanei, era solo faziosità politica di eterie nobiliari contro i tiranni di Mitilene del VI secolo a.C., è divenuta nei secoli a seguire un simbolo della lotta contro il potere assoluto, argomento molto in voga a partire dall'illuminismo francese, oltre ad Alceo anche Tirteo venne apprezzato, e si ricorda la figura di Gabriele Rossetti di Vasto come il "Tirteo d'Italia" per i suoi discorsi appassionati sulla libertà civile, politica ed espressiva; mentre Giosuè Carducci celebra "il ferro per uccidere i tiranni, / il vin per festeggiare il funeral"; il Carducci fa riferimento al frammento Sulla morte di Mirsilo, in cui Alceo esorta i compagni a brindare per la caduta del tiranno.
L'invito costante di Alceo a bere, l'uso del vino come rimedio dei mali, delle preoccupazioni, e per festeggiare avvenimenti allegri o importanti, è un topos usato anche da Orazio nell'incipit della famosa Ode I "Nunc es bibendum" per la morte di Cleopatra VII.
Quando il popolo scelse Pittaco come tiranno di Mitilene al posto di Alceo, grande fu il suo rammarico: "Pittaco, figlio di ignobile padre, tutti insieme grandemente elogiandolo, crearono tiranno della città inetta e sfortunata".
Dato che il poeta fu tra i capi della resistenza contro i tiranni, non fa meraviglia che la sua casa "rifulga" di armi e arnesi bellici per l'uso come nel famoso frammento Armi per la guerra civile. Dalla solitudine dell'esilio, in verità un esilio dorato, in un santuario dove si svolgono gare di bellezza femminile, Alceo manda un grido accorato. Gli mancano gli araldi che convocano l'assemblea e la possibilità di parteciparvi col ruolo che per tradizione spetterebbe a lui: "Povero me! Vivo come un selvaggio, Agesilaide: sogno il bando che chiama il popolo, il consiglio. Mio padre e il padre di mio padre, fra cittadini subdoli, sono invecchiati in mezzo a queste cose. Io ne sono bandito in esili remoti [...]"
Celebre tra i canti politici è anche L'allegoria della nave, considerato un ottimo esempio di linguaggio chiuso delle eterie, e come lo scudo di Archiloco, la nave di Alceo diventerà un topos letterario, ricorrente in Orazio, dove la nave è la Repubblica di Roma travagliata dalle discordie civili. Il primo dei 10 libri del Corpus conteneva gli inni agli dei, sia per la guerra che durante il simposio, gli inserti mitici servivano per illustrare situazioni concrete, o avevano funzione d'insegnamento, istituendo omologie tra vicende divine e umane. Nell’Inno ai Dioscuri vi è un segno di salvezza per i naviganti: "Lasciate l'Olimpo, audaci figli di Zeus e di Leda, e con l'animo a noi propizio apparite, o Castore e Polluce, che la terra e i mari correte su rapidi cavalli A voi è facile salvare i naviganti dalla morte pietosa, saltando da lontano sull'alto delle navi folte di rematori: girando luminosi nell'avversa notte intorno alle gomene, portate luce alla nave nera".
Del significato politico del simposio, delle valenze sacrali del bere insieme, un atto che sanciva la comunione degli associati dell'eteria, quasi come nell'agape cristiana, s'è scritto molto. Basti dire che per Alceo e i suoi compagni sono varie le occasioni del bere: si può brindare per la morte di un tiranno, per dimenticare tristi avvenimenti: "Non bisogna abbandonare l'animo alle sventure, poiché nulla ci gioverà l'affliggerci, o Bochis: ma il farmaco migliore e farsi portare vino e inebriarsi" (fr. 335 Lobel-Page). Si beve per sconfiggere il gelo dell'inverno, mentre un compagno attizza il fuoco, frammento ripreso anche da Orazio nel Carme I, il vino è anche un surrogato dell'immortalità: "Si vive una sola volta" rammenta Alceo a Melanippo, e corre vivere secondo misura.
Saffo

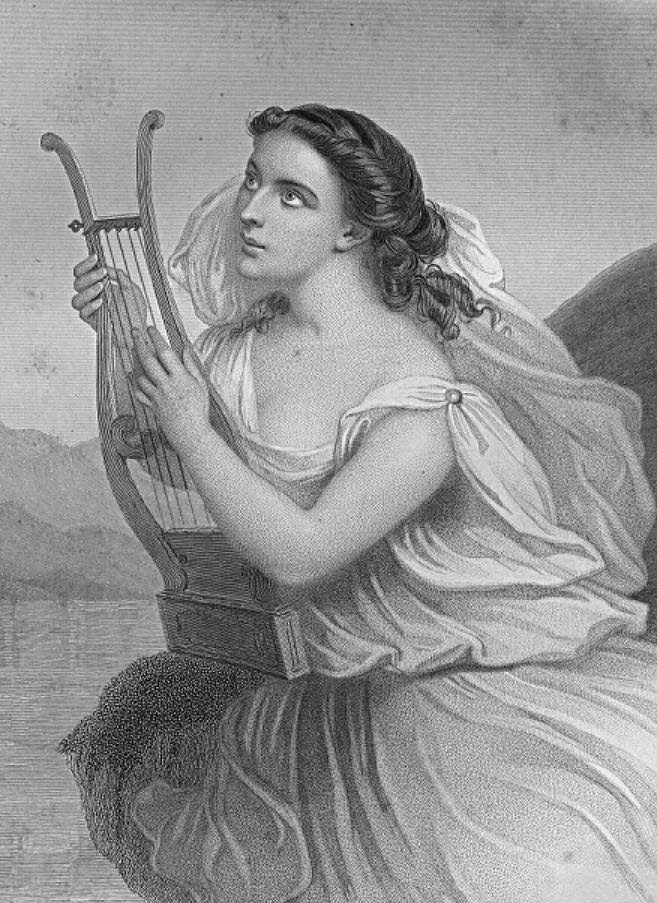
Disegno del 1883 ritraente Saffo

Nacque nell'isola di Lesbo, a Ereso, tra il 640 e il 630 a.C; di famiglia aristocratica, fu coinvolta con Alceo nelle vicende politiche del suo tempo, essendo esiliata con la famiglia in Sicilia dal tiranno Pittaco di Mitilene, tra il 604 e il 595 a.C. Sposò il ricco mercante Andro, del quale rimase vedova presto, con la figlia Cleide. Visse poi a Mitilene, quando fu riammessa dal tiranno, dove concluse la vita in tarda età. La sua produzione artistica, divisa dagli alessandrini in 9 libri in base ai criteri metrici e contenutistici, comprendeva i Carmi lirici, le Elegie e gli Epitalami. A causa della distruzione delle storiche biblioteche di Alessandria d'Egitto, e del sacco di Bisanzio nel 1453, sino all'800 sopravvivevano alcuni frammenti, giunti attraverso le citazioni degli antichi, e solo con le scoperte dei papiri di Ossirinco si  è riusciti ad avere carmi più o meno lunghi e integri, come l’Inno ad Afrodite.
Secondo la leggenda popolare la poetessa, innamorata del bel marinaio Faone, non essendo corrisposta, si suicidò disperata in età matura, gettandosi in mare dalla rupe Leucade, e tale leggenda fu ripresa anche da Leopardi nell'Ultimo canto di Saffo, ma si tratta appunto di un'invenzione dei comici attici che la denigrarono. A Mitilene Saffo diresse per tutta la vita il tiaso, una consorteria femminile non troppo dissimile alle consorterie eoliche e doriche. Il tiaso saffico non doveva essere l'unico dell'isola, poiché nei frammenti si parla di maestre rivali; la finalità era paideutica, le fanciulle consacrate alla dea Afrodite, compivano la loro educazione alla musica, nel canto, nella danza, nell'arte di ornarsi e vestirsi in modo conforme al loro rango, cioè elevato; dunque è sbagliata la concezione di un classico educandato ottocentesco per le future istitutrici, ragazze di estrazione medio-bassa, che poi andavano a insegnare alle figlie di buona famiglia.
Attraverso pratiche liturgiche incentrate sul culto di Afrodite, delle Muse e delle Cariti, si scopre qual era la finalità del tiaso, anche in frammenti di Alceo, e soprattutto di Saffo (fr. 63 Davies). Nell'inno famoso ad Afrodite, che si pensa fosse il primo inserito dagli alessandrini nella raccolta di carmi, Saffo prega la dea Afrodite di ascoltarla nella preghiera, di essere benigna verso di lei, ma soprattutto di darle forza nel compito dell'educare le ragazze all'amore, a far conoscere gli splendidi doni della dea. Si tratta di un'epifania, poiché Saffo ebbe altre volte la stessa visione della dea sul cocchio alato di passeri. Queste epifanie sono descritte come esperienze veramente vissute dalla poetessa, e non artifici letterari tipici degli alessandrini, come Callimaco o Teocrito, in più frammenti Saffo fa riferimento ad esperienze d'estasi, di visioni degli dei; con Afrodite Saffo dimostra un tono confidenziale, di "alleanza" nel praticare l'arte dell'amore.
Nel tiaso la vicenda personale diveniva esemplare per l'educazione dei ragazzi e delle ragazze, nel caso di Alceo per i fini politici e guerreschi. Il carme ad Afrodite rappresenta dunque un manifesto dei valori della comunità saffica, valori opposti a quelli delle consorterie maschili. In un altro frammento l'universalità dell'amore, e dei voleri imprescindibili di Afrodite, inspiegabili secondo la morale umana, Saffo arriva a giustificare la scelta di Elena di Sparta di seguire Paride a Troia, scatenando l'ira del marito Menelao e la tremenda guerra, mentre per i valori della consorteria maschile di Alceo, in un suo frammento, Elena è vista come una traditrice e una prostituta, a differenza di altri esempi di virtù e fedeltà incarnati in altre donne della mitologia.
Il contenuto delle poesie saffiche doveva essere noto soltanto tra le fanciulle del tiaso, dove venivano istruite non solo le ragazze di Lesbo, ma anche rampolle di Sardi, Mileto, Colofone; nel tiaso si mettevano in pratica i riti e le gioie della vita comunitaria, come il cogliere i fiori, farne ghirlande, ungersi con profumi speciali, vestire con gusto nelle finalità paideutiche della comunità.
L'agghindarsi aveva un risvolto religioso, in ambito culturale, come quello di Afrodite e delle Cariti, dee i cui attributi erano la bellezza, l'amabilità, la grazia raffinata: (fr. 81 Voigt) "E tu, o Dica, posa intorno alle chiome corone graziose, intrecciando virgulti di aneto con le mani delicate. Chi si adorna di fiori, a lei più volentieri che le Cariti volgono il loro sguardo, ma lo distolgono da chi non porta corone".
I frammenti riflettono poi tutte le complesse dinamiche affettive delle fanciulle; i rapporti di queste tra di loro con Saffo. Rapporto di gelosia, come nella celebre Ode della gelosia, ripresa da Orazio, Foscolo, Pascoli, in cui Saffo descrive in mirabile maniera lo sconvolgimento psicofisico che la colpisce non appena vede che la ragazza da lei amata sta per lasciare il tiaso, essendo seduta davanti a un pretendente che la sposerà. E dunque siccome il fine dell'educazione era la grazia in virtù di Afrodite, ma ancora più il matrimonio della fanciulla che lasciava la scuola, vari sono gli epitalami composti da Saffo per le nozze, gli auguri di felicità, gli elogi dello sposo, le maliziose allusioni erotiche. E Saffo nutre per ogni ragazza, tra cui Attis e Arignota, eterno amore e ricordo, tema fondamentale dell'amore saffico, nei momenti di maggiore sconforto, come nel carme del Distacco, quando descrive il triste momento della fanciulla che lascia il tiaso piangendo, e riceve gli ultimi consigli di Saffo, ossia che nei momenti in cui qualcosa è inesorabile, come l'abbandono del tiaso, l'unica fonte di gioia e di connessione tra maestra e discepola è il ricordo delle cose belle e dei momenti felici passati insieme.

### Anacreonte

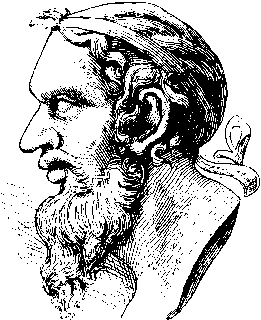
Anacreonte in un disegno di fantasia

Nato a Teo, di fronte all'isola di Samo, nel 570 a.C., dopo l'invasione persiana delle colonie greche dell'Asia Minore, Anacreonte andò in Tracia e poi presso l'isola di Samo, alla corte del tiranno Policrate, che era protettore di artisti e poeti, uno dei più sapienti figli di Pisistrato Dopo il suo assassinio nel 522, Anacreonte passò alla corte di Ippia e Ipparco ad Atene, i Pisistratidi, rimanendovi sino alla morte di Ipparco nel 514 a.C., e soggiornando infine in Tessaglia, sino al 485 a.C. I grammatici alessandrini divisero l'opera di Anacreonte in Giambi - Elegie - Poesie leggere in 5 libri, di cui rimangono oggi 150 frammenti. Oltre ai frammenti è giunto il corpus spurio delle Anacreontiche, 62 piccole poesie canzonette che si ispirano al tratteggio di Anacreonte dei tipi di Atene, e delle canzonette leggere riguardo al tema amoroso; furono pubblicate nel 1554 da Henri Estienne, e riprese nel XVIII secolo da Jacopo Vittorelli.
Composizioni insomma inzuccherate e frivole, che però ebbero nel XVI-XVIII secolo largo successo presso i poeti che abbracciarono la corrente letteraria dell'Arcadia, e che vennero tradotte anche da poeti seri come Parini, Monti, Foscolo, Alfieri. Per lunghi anni dunque si è associata una figura melensa e sdolcinata al poeta Anacreonte, imitato già in età alessandrina, e poi bizantina, che mutarono in leziosità la grazia raffinata e il tocco lieve ma pungente della sua poesia. Il tema dell'amore, in Anacreonte raffigurato in chiave giocosa e originale, come un fabbro che tempra l'anima del poeta, o un'instancabile pugile che lo vince nelle mosse del combattimento, dai componimenti spuri e dagli imitatori fu descritto e mistificato in tutte le salse possibili, insieme ai temi della leggerezza nel partecipare al simposio, e nella descrizione di personaggi curiosi, bizzarri e comici, ispirati ai frammenti autentici sulla etera-puledra di Tracia, sul gaglioffo arricchito Artemone, sulla "nota" donna flautista che maledice la sua triste condizione, ecc..
Si venne a creare una vera e propria corrente letteraria della poesia anacreontica, che fece del poeta di Teo la figura del compositore felice, fortunato per i contesti politici di committenza in cui si venne a trovare, del maestro della vita, che con la grazia amabile della sua tenue Muse può ancora insegnare agli uomini la formula della felicità, del vino, dell'amore e del canto leggero Oltre al suo ideale di moderazione nell'amore e nel convito con gli amici, nel bere senza gozzoviglie e schiamazzi come gli Sciiti Beoti, Anacreonte non si pone di descrivere l'Eros in toni sconvolgenti, che occupano e totalizzano completamente lo spirito, come fatto da Saffo e poi da Ibico, ma anche negli Inni, come in quello a Dioniso, dopo una prima parte in cui il poeta riprende lo schema classico di questo genere, elencando le qualità e le virtù del dio, subito lascia la sua firma implorando il dio di fargli amare il ragazzo Cleobulo.
Il tema del disimpegno è ripreso nei vari frammenti in cui umanizza e rende come un bambino dispettoso il dio Eros che gli tesse vari inganni d'amore, o nel frammento dell'etera-puledra di Tracia che falsamente finge di schermirsi al poeta, dimostrando tuttavia la sua indole volubile; anche i temi dolorosi, come la vecchiaia descritta dal poeta, sono visti con una sottile ironia e con il sorriso; mentre caratteri sociali, della nuova borghesia che ascende nella società arcaica ateniese, volta verso il classicismo della futura democrazia rappresentata, in auge, da Pericle, sono espressi maggiormente nel frammento in cui Anacreonte descrive i il cambiamento di posizione sociale di Artemone, un volgare ladrone e ruffiano, che per mezzo dei soldi, o di qualche rivolgimento sociale a suo favore, ora veste come una persona d'alto rango, tradendo tuttavia per la scelta degli abiti e della sua indole, la sua natura incancellabile parvenu, ma vi sono anche il lanciatore del disco muscoloso, il profumiere calvo Stratti sempre alla ricerca della moglie vogliosa, il marito che si fa comandare dalla moglie in casa, il musicista, l'intrepido che dorme con la porta aperta, la lavandaia che sale dal fiume, l'etera flautista che maledice la sua condizione e vorrebbe morire in mare.
La tipica strofe usata da Anacreonte, è la strofe tristica composta da 3 gliconei + ferecrateo finale, oppure la tetrastica (coppie di gliconei + ferecrateo), o ancora la strofe esastica (4 dimetri giambici anaclomeni + dimetro ionico puro + dimetro anaclomeno), tuttavia i suoi componimenti monodici sono composti anche da giambici, coriambi, hemiepes di giambi

## Il gliconeo
Il gliconeo è un verso il cui schema è
X X | — ∪ ∪ — | X X
È forse il più importante dei versi coriambici della metrica eolica, dall'uso vastissimo: lo si incontra nella lirica monodica, nella lirica corale, nella tragedia e nella commedia, nella poesia ellenistica, e in quella latina.
Secondo la tradizione, il nome deriverebbe da un supposto poeta ellenistico Glicone, di cui però non si hanno ulteriori notizie, che probabilmente lo utilizzò come verso stichico; ma il suo uso è ben più antico e lo si incontra già, assieme a versi ad esso imparentati, in Alcmane.
La sua forma presenta significative oscillazioni a seconda dell'ambito in cui è usato: i lirici monodici osservano rigorosamente l'isosillabia, che viene invece meno nella poesia corale e drammatica, in cui una sillaba della base eolica o del coriambo possono essere risolte in due brevi. Queste libertà vengono progressivamente ridotte in epoca ellenistica prima e romana poi: gli alessandrini ritornano ad un'isosillabia rigorosa, e i poeti latini rendono (quasi) obbligatorio lo spondeo iniziale
Le due sillabe libere finali formano di norma un giambo, in tutti i generi in cui il gliconeo è utilizzato; più raramente si incontra uno spondeo, mentre la risoluzione della sillaba lunga finale è rarissima.
La base eolica iniziale invece oscilla tra un maggior numero di forme. Quando l'isosillabia è rispettata, le sue soluzioni sono, dalla più usuale alla più rara, sono:
1. spondeo (usuale)
2. trocheo (usuale)
3. giambo (meno frequente)
4. pirrichio (raro)

Le forme con sostituzione sono invece:
1. tribraco (di norma)
2. dattilo (raro)
3. anapesto (eccezionale)

Già Anacreonte predilige nettamente la base spondaica; questa diviene più tardi la norma a Roma, soprattutto con Orazio, che la considera l'unica forma regolare.

## Il ferecrateo
Schema:
X X | — ∪ ∪ — | X
La forma catalettica del gliconeo, il ferecrateo, deriva il suo nome dal poeta comico Ferecrate a causa di una errata interpretazione di alcuni suoi versi ambigui, apparentemente ferecratei, ma che di fatto rappresentano una tetrapodia anapestica.
La struttura del ferecrateo è analoga a quella del gliconeo, anche se più regolare: l'ultima sillaba, in quanto finale, è indifferens, la risoluzione di una delle sillabe del coriambo è sempre evitata, la base eolica assume le stesse forme di quella del gliconeo, anche se il dattilo e l'anapesto sono estremamente rari.
In quanto colon catalettico, il ferecrateo è il più delle volte utilizzato come colon finale di una strofa o di un periodo, ma non mancano i casi in cui si incontri in altre posizioni.

### Telesilleo
Schema:
X | — ∪ ∪ — | X X
Il gliconeo acefalo prende il nome di telesilleo, da Telesilla, poetessa di tardo VI secolo a.C., che scrisse alcuni componimenti in questo metro.
La sillaba iniziale libera può essere talvolta risolta in un pirrichio; anche una lunga del coriambo può talvolta essere sostituita da due brevi. Quando alle due sillabe finali, la forma più comune è, come per il gliconeo, un giambo, ma non mancano gli esempi di forma spondaica.

### Reiziano
Schema:
X | — ∪ ∪ — | X
Il ferecrateo acefalo deriva il suo nome da Reiz, filologo tedesco del XVIII secolo, che per primo lo individuò nei versi plautini; questo colon è frequente nella lirica corale e nella poesia drammatica, come nella poesia del teatro romano arcaico.

### Ipponatteo
Schema:
X X | — ∪ ∪ — | X X | X
La forma ipercatalettica del gliconeo prende il nome di ipponatteo, dal poeta arcaico Ipponatte. Il suo uso però è più antico del poeta in questione, ritrovandosi già in Alcmane; è utilizzato nella lirica monodica ed è impiegato di frequente come clausula nella lirica corale e nelle parti corali della poesia teatrale.
Strutturalmente la sua resa non differisce da quella del gliconeo: la base eolica iniziale può essere resa con uno spondeo, che resta la scelta più comune, un trocheo o un giambo, oppure ammettere soluzione e formare un tribraco (l'anapesto è eccezionale); talvolta nella poesia corale una lunga del coriambo può essere risolta in due brevi; le due sillabe libere successive assumono di norma la forma di un giambo o più raramente di uno spondeo, mentre l'ultima è indifferens.

### Paragliconeo
Schema:
X | — ∪ ∪ — | X X | X
Per "paragliconeo" (definizione di W. Koster) si intende un gliconeo contemporaneamente acefalo e ipercatalettico. Questo colon si incontra già in Alcmane; è utilizzato da Saffo (fr. 94 D) e nella poesia corale successiva.
Le sue caratteristiche sono analoghe a quelle di tutti gli altri versi della famiglia del gliconeo: la prima sillaba libera può essere risolta in due brevi; il giambo è la forma dominante per le due sillabe libere dopo il coriambo.

## Il coriambo
Il coriambo si compone di una sillaba lunga, due sillabe brevi e una sillaba lunga (— ∪ ∪ —): si tratta perciò di un piede di sei morae. Quanto al ritmo, la sua classificazione non è univoca. Sono state avanzate tre possibili interpretazioni del verso:
- come metro composto (trocheo + giambo). È l'interpretazione che seguivano gli studiosi di ritmo antichi. Così considerato, la tesi del coriambo coincide con le due sillabe lunghe, che portano l'ictus, e l'arsi è formata dalle due sillabe brevi, rendendo il suo ritmo né ascendente né discendente. Il suo genere di appartenenza è di conseguenza il diplásion, in quanto il rapporto tra tempo debole e tempo forte viene a essere di 1:2.
- come metro semplice, la cui arsi è — ∪ e la tesi ∪ —. Il suo ritmo è in questo caso ascendente, e appartiene al génos íson. Tale interpretazione è suffragata dalla notazione musicale conservata nell'Epitaphium Sicili
- come metro semplice, appartenente al génos íson, ma in cui le due parti del verso, possono fungere in modo intercambiabile da arsi e da tesi, e il cui ritmo può essere, a seconda dei contesti, ascendente o discendente.

N.B. Di norma, nell'insegnamento, come lettura metrica si adotta il primo genere di scansione, considerando "accentate" le due sillabe lunghe
Il coriambo mantiene quasi sempre la sua forma primitiva; solo occasionalmente una delle sue sillabe lunghe è risolta in due brevi. La sostituzione delle due brevi con una lunga invece non è ammessa o quasi dai poeti greci, mentre i latini hanno ammesso questa licenza.
I metri coriambici sono divisi in due gruppi:
- i metri eolo-coriambici, che seguono (di norma) le regole della metrica eolica e che sono il gruppo più numeroso e più antico.
- i metri coriambici puri, che invece seguono i normali schemi della metrica greca, leggermente più tardi, e di uso più limitato.

## Versi eolo-coriambici
Tali versi, come i dattili eolici, si contraddistinguono dai metri ordinari perché possiedono le caratteristiche tipiche della metrica eolica: l'isosillabismo (non sempre però rispettato, soprattutto nella poesia drammatica) e la presenza della base eolica, ovvero una sequenza di sillabe (nella sua accezione più stretta, due, all'inizio del verso) la cui quantità può essere indifferentemente lunga o breve.
Secondo le ricostruzioni dei metricologi moderni, che si sono mossi sulle orme delle osservazioni di Wilamowitz, nel tentativo di inquadrare i molteplici metri di questa classe in uno schema coerente, il verso o colon eolo-coriambo ridotto alla sua forma più primitiva consiste in otto sillabe, di cui quattro formano un coriambo, e quattro invece sono libere; a seconda che il coriambo si trovi all'inizio, alla fine, o nel mezzo del dimetro, si ha:
- — ∪ ∪ — | X X X X dimetro coriambico I
- X X X X | — ∪ ∪ — dimetro coriambico II
- X X | — ∪ ∪ — | X X gliconeo

Da questo schema fondamentale, attraverso i fenomeni consueti di catalessi, ipercatalessi, acefalia, procefalia e di inserzione di uno o più coriambi è possibile far derivare tutte le forme metriche eoliche note; si deve però tener presente che la libertà di questo schema non è così ampia come può apparire: le quattro sillabe libere non sono mai tutte brevi, l'ultimo piede del gliconeo è di solito un giambo, e anche nella base eolica vera e propria alcune combinazioni sono preferite ad altre.
I dimetri coriambici I e II si incontrano solo eccezionalmente nei poeti eolici, mentre sono tra i metri più usuali della poesia lirica corale e delle parti liriche del dramma.

## Strofe saffica

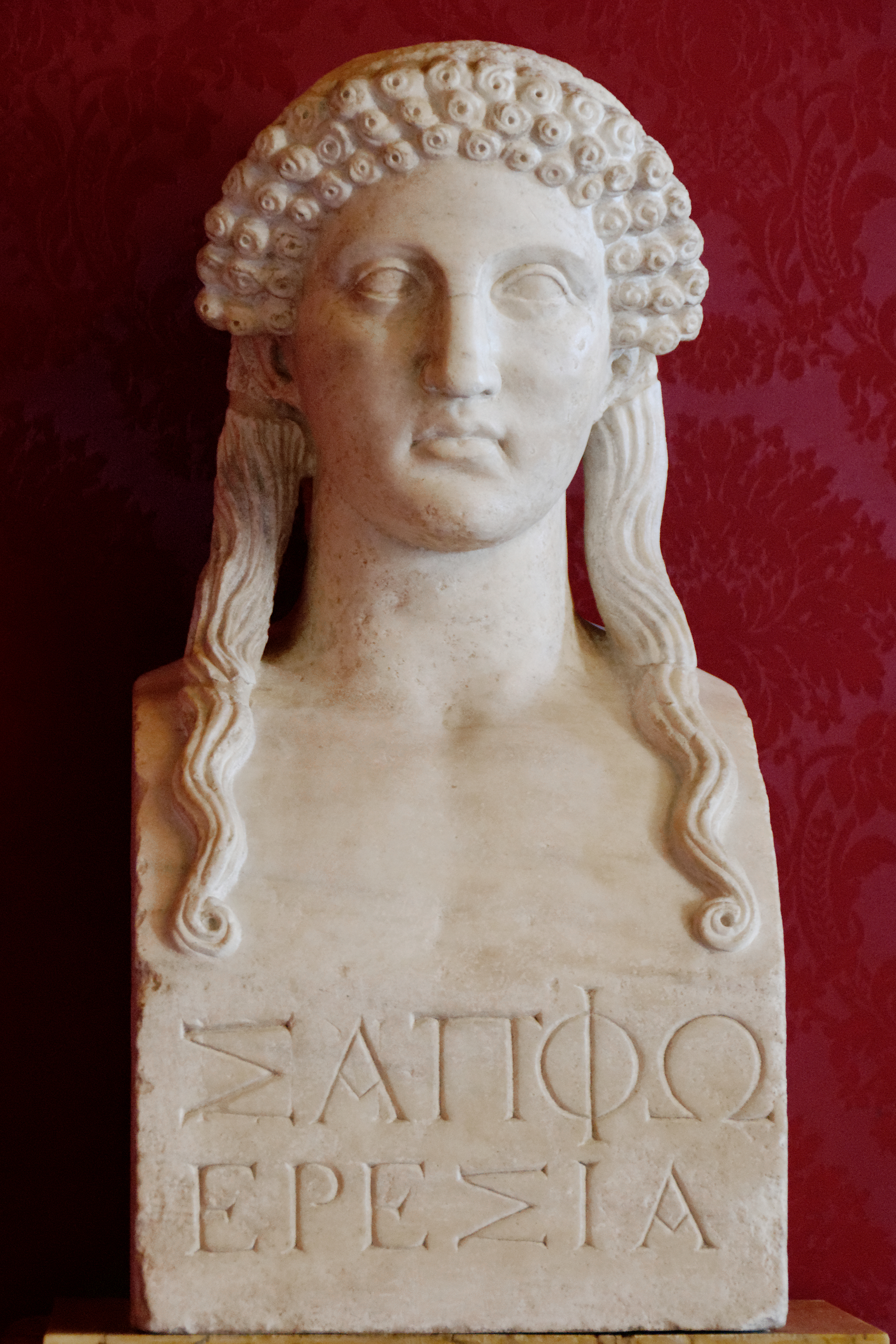
Busto di Saffo conservato nei Musei capitolini a Roma

Nella metrica classica, e in particolare della metrica eolica greca e latina, per strofa saffica si intende una strofa composta da tre endecasillabi saffici e da un verso adonio.
È attribuita alla celebre poetessa di Lesbo, Saffo. Secondo la tradizione, il primo dei nove libri composti da Saffo e custoditi nella biblioteca di Alessandria era interamente scritto in strofe saffiche per un totale di 1320 versi. La "saffica" fu ampiamente ripresa anche nel mondo latino, in particolare da Catullo. Ci sono due tipi di strofe saffica, quella "minore", la più comune, e quella "maggiore".
Schema:
— ∪ — X | — ∪ ∪ — | ∪ — X
L'endecasillabo saffico di ampio impiego nella lirica tanto greca che latina, è una formazione analoga all'endecasillabo falecio. Esso è composto da un dimetro coriambico II, le cui sillabe libere assumono di norma la forma del ditrocheo, e da un monometro giambico catalettico. Il ditrocheo ammette la lunga irrazionale al secondo piede, come di norma per le sizigie trocaiche; altre combinazioni delle sillabe libere iniziali si incontrano sporadicamente nella poesia drammatica, in cui anche l'endecasillabo saffico si incontra sporadicamente.
Nella poesia latina, Orazio regolarizza ulteriormente l'endecasillabo, rendendo obbligatoria la forma epitritica per il ditrocheo (— ∪ — —) e fissando la cesura del verso dopo la prima lunga del coriambo. Ad esempio:
Quem virum aut heroa lyra vel acri
tibia sumis celebrare, Clio? (Orazio, Odi I 12 v. 1-2)
Sempre ad Orazio si deve la prima forma nota, forse da lui stesso inventata, del saffico maggiore, che sta al saffico come l'asclepiadeo maggiore sta all'asclepiadeo minore, da cui deriva tramite l'inserzione di un coriambo. Lo schema è
— ∪ — X | — || ∪ ∪ — || — ∪ ∪ — |∪ — X
Es. Saepe trans finem iaculo nobilis expedito (Orazio, Odi I, 8, v. 12)
La tipica strofe saffica si compone di una strofe, con endecasillabo saffico ripetuto tre volte + adonio finale.
(Prima strofe del Fr. 1 Voigt di Saffo: Inno ad Afrodite)
Adonio
L'adonio è un verso composto di un dattilo e di uno trocheo: schema —∪∪ — X. Secondo un'altra definizione è una dipodia dattilica catalettica in disyllabam in quanto la sillaba finale è anceps e l'ultimo piede può essere inteso come un dattilo catalettico. Era una cadenza veloce composta da solo cinque sillabe. Secondo la tradizione era usato come sorta di ritornello con l'invocazione ad Adone in alcuni componimenti dal ritmo vivace. Molto usato nella strofa saffica in cui costituiva il quinario di chiusura dopo tre endecasillabi saffici minori.

## Strofe alcaica
La strofe alcaica è composta da due endecasillabi, un enneasillabo e un decasillabo. Talvolta la si può trovare disposta su tre versi, poiché vengono l'enneasillabo al decasillabo. Si tratta però di un errore, visto che l'unione non è giustificata per l'assenza della sinafia.
Lo schema è:
X— ∪— X —∪∪ —∪ X
X— ∪— X —∪∪ —∪ X
X— ∪— X —∪ —X
—∪∪ —∪∪ —∪ —X
Es.
Ēheū fŭgācēs, Pōstŭmĕ, Pōstŭmĕ
lābūntŭr ānnī, nēc pĭĕtās mŏrām
rūgīs ĕt īnstāntī sĕnēctaē
ādfĕrĕt īndŏmĭtaēquĕ mōrtī
(Orazio, Carme II 14, 1-4)

## Endecasillabo alcaico

Saffo e Alceo a Lesbo, opera di Lawrence Alma-Tadema

Fa parte del gruppo dei versi eolici, ossia il gliconeo, è quello più frequente nella metrica del poeta Alceo, usato nelle sue Odi.
Schema:
X — ∪ — | X || — ∪ ∪ — | ∪ —
L'endecasillabo alcaico deve il suo nome ad Alceo, che ne fece ampio uso come elemento costitutivo della strofe alcaica; usato nella poesia lirica, questo metro fu introdotto a Roma da Orazio. È composto da un monometro giambico ipercatalettico e da un dodrans I; il monometro giambico, come usuale per le sizigie giambiche, ammette la lunga irrazionale per il primo piede, mentre la sillabe ipercatalettica è indifferens.
Alcuni esempi:
Vide ut alta stet nive candidum (Orazio, Odi, I, 9, v. 1)
Nella strofe, alla stessa maniera della strofe saffica, si usano tre endecasillabi alcaici + adonio finale
θῦμος ὔμνην, τὸν κορύφαισιν αὐγαῖς

Μαῖα γέννατο Κρονίδαι μίγεισα

παμβασίληι»
(Fr. 308 Voigt di Alceo, ovvero Inno ad Ermes)

## Enneasillabo alcaico
Oltre che nella strofe alcaica si può incontrare anche nelle strofe dattilo-epitrite. Può essere considerato una pentapodia eolica catalettica con tesi monosillabiche seguite da arsi monillabilche, tranne nell'ultimo piede, che è catalettico. Lo schema è:
X—∪—X—∪——

## Decasillabo alcaico
Il quarto colon della strofe alcaica è un metro eolico con quattro arsi stabili e tesi mobili. Corrisponde a un gliconeo ipponatteo. Lo schema è:
—∪∪—∪∪—∪—X